# Ilex affinis
Ilex affinis är en järneksväxtart som beskrevs av Gardn. Ilex affinis ingår i släktet järnekar, och familjen järneksväxter. Inga underarter finns listade i Catalogue of Life.